# Nuôi tu hài

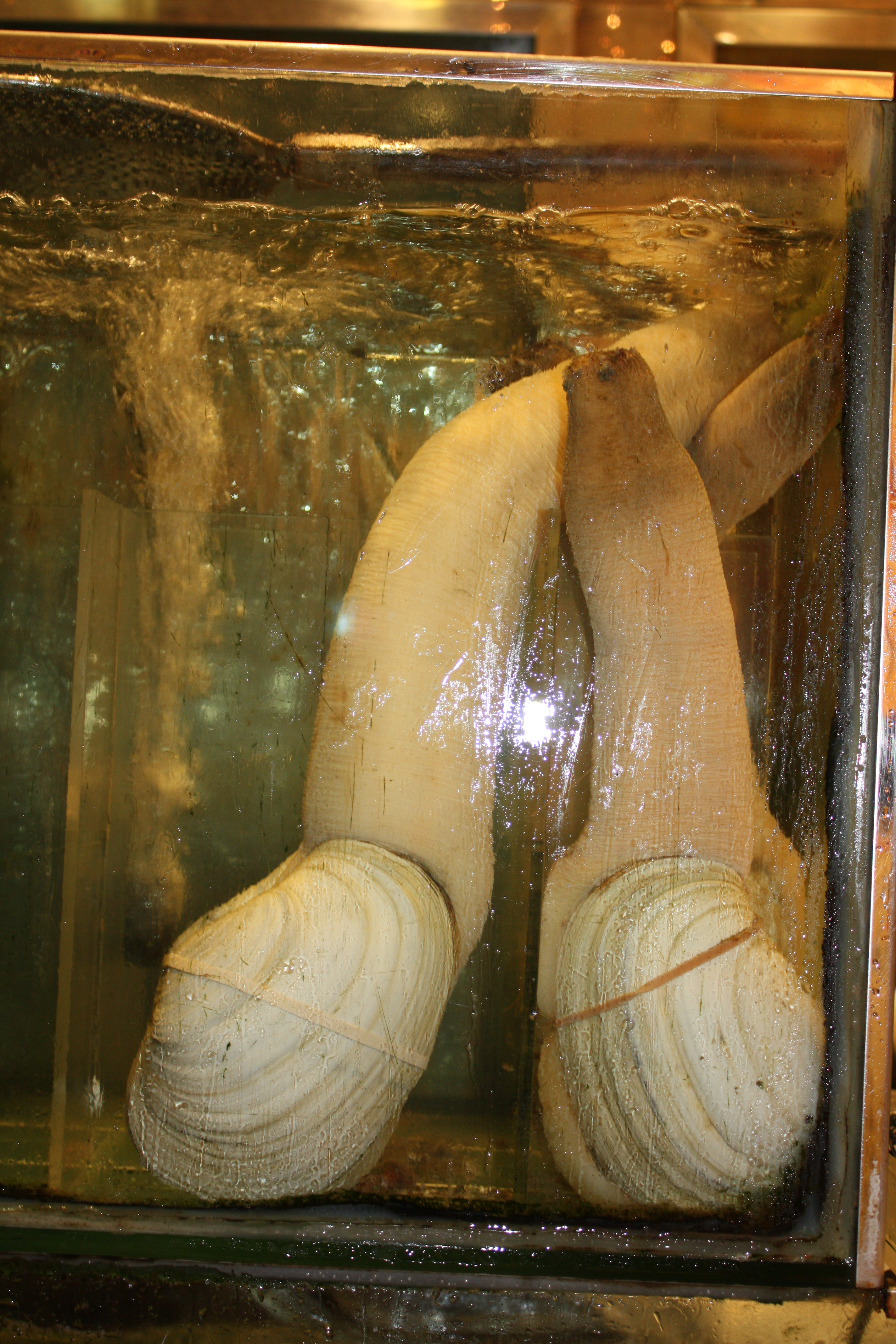
Một con tu hài đang được nuôi

Nuôi tu hài là việc chăn nuôi các loại tu hài (còn gọi là ốc vòi voi) nhằm phục vụ cho nhu cầu tiêu thụ hải sản của con người. Ngành nuôi trồng tu hài bắt đầu từ những năm 1970. Cho đến năm 2011, Trung Quốc là nước nuôi trồng tu hài lớn trên thế giới. 

## Đối tượng nuôi
Hiện nay, loài tu hài có giá trị kinh tế là loài Panopea generosa là một loài ở vùng châu Mỹ có nhiều tên như Geoducks, sò vương hay tu hài Canada. Các loại ốc vòi voi chỉ được người ăn vì thịt ngon. Ốc vòi voi Canada là một trong những món ăn ngon độc đáo nhất được tìm thấy tại vùng biển Thái Bình Dương, nơi có độ mặn rất cao, nước trong xanh, quanh năm lạnh giá. Trong tự nhiên, loài ốc này sống ở vùng biển mặn, nước sạch ở Canada và Tây Bắc nước Mỹ, thì có thể sống tới khoảng 160 năm.
Tu hài Canada dài khoảng từ 15 – 20 cm, nhưng cái vòi có khi tới gần 01 mét, trọng lượng trung bình từ 1– 2 kg. Được ca ngợi là loài hải sản sống thọ nhất từ 146 đến 160 năm, ăn vào hy vọng cũng tăng tuổi thọ. Vòi voi cái được coi là đẻ sung nhất trong vương quốc loài vật, 5 tỉ trứng suốt vòng đời. Loại ốc này có giá trị dinh dưỡng cao. Các nghiên cứu cho rằng thịt của chúng có khoảng 16 loại amino acid. 

## Tình hình
Geoduck là đặc sản nổi danh của vùng Puget Sound. Geoduck có mặt trong thực đơn 20 nhà hàng ở Seattle. Các đầu bếp nổi tiếng ở Seattle bắt đầu đa dạng hóa các món ăn, gồm sushi từ Geoduck. Thông thường, toàn bộ Geoduck vùng Seattle sẽ được vận chuyển sang Trung Quốc. Tại thị trường này, Geoduck có giá 150 USD/pound. Năm 2012, trị giá xuất khẩu Geoduck của Mỹ sang Trung Quốc đạt 68 triệu USD, chủ yếu từ bang Washington. Nhưng sau đó Trung Quốc cấm tất cả các sản phẩm nhuyễn thể nhập khẩu từ West Coast, trong đó có Geoduck mà nguyên nhân theo như nhà chức trách nước này nói là phát hiện độc tố PSP trong hai lô hàng nhập khẩu từ Alaska và Washington. Hiện, diện tích nuôi Geoduck ở vùng đới triều khoảng 120 ha.
Tại Hàn Quốc, Nhật Bản vòi voi thường được dùng theo kiểu sashimi giúp giữ nguyên vẹn mùi vị tinh chất của ốc như ngọt, giòn lẫn cả chút vị tanh của biển cả trong vị cay nồng wasabi. Người Trung Quốc thì hợp các món xào cay. Là một trong những thượng phẩm thời nay vì giá trị dinh dưỡng cũng như hương vị đặc biệt của nó, có tác dụng rất tốt đối với quý ông. Nhiều người khẳng định rằng thịt tu hài cải thiện rõ rệt chức năng sinh lý của nam giới.
Ở Việt Nam, trước đó ốc vòi voi chỉ có trong môi trường tự nhiên, là một đặc sản quý hiếm. Hiện nay, nó đã được nuôi thành thương phẩm và ngành nuôi ốc vòi voi đang mang lại hiệu quả kinh tế cao cho ngư dân. Và tại Việt Nam, vòi voi hay được dùng theo kiểu wasabi, nướng hoặc nấu cháo. Một số nhà hàng còn có món vòi voi sốt X.O có mùi thơm rất lạ và quyến rũ. Hầu hết ốc vòi voi khổng lồ có mặt ở nhà hàng tại Việt Nam được nuôi ở vùng ven biển Canada, Mỹ xuất khẩu đi khắp nơi trên thế giới. Tại các vùng biển của Việt Nam như Hải Phòng, Quảng Ninh, đầm Nha Phu (Khánh Hòa) cũng có loại ốc này nhưng kích thước nhỏ hơn nhiều lần so với ốc vòi voi được nhập khẩu.